# Touring club de France
De Touring club de France (TCF), opgericht in 1890 door een groep wielrenners, is een oude Franse vereniging die in 1983 verdween en als doel had het toerisme te ontwikkelen.
Na het fietstoerisme van de beginjaren, stelde de TCF zich open voor alle vormen van toerisme, met een breed scala aan activiteiten: wandelen, motorrijden, kamperen, bergbeklimmen, speleologie, paardrijden, luchtvaart, fotografie, archeologie en behoud van erfgoed. De TCF groeide snel, met tot 700.000 leden, en speelde een belangrijke rol in de ontwikkeling van het toerisme in Frankrijk in de eerste helft van de 20e eeuw, voordat er een gespecialiseerd ministerie werd opgericht.
De vereniging werd in 1983 opgeheven na ernstige financiële problemen.

## Voorzitters
- 1890-1892: Marcel Viollette (als secretaris-generaal van de T.C.F).
- 1892-1919: Abel Ballif.
- 1919-1927: Henri Defert.
- 1927-1938: Edmond Chaix.
- 1938-1952: Henri Gasquet.
- 1952-1963: Henri Defert jr (zoon van de tweede voorzitter).
- 1963-1980: Marc Eyrolles.
- 1981-1983: Yves Malécot.